# Ambitie
Ambitie (< Lat. ambitĭo, -ōnis: "het dingen (naar een ambt)"), ook wel eerzucht genoemd, is het "streven om carrière te maken" en de daarmee vaak gepaard gaande "zucht, dorst naar eer of roem". In meer algemene zin is ambitie het streven naar een bepaald doel. Ambitie in positieve zin is het streven om een bepaalde taak of functie beter uit te voeren.
Het woord ambitie had in oorsprong een vrij negatieve connotatie; reeds bij de Romeinen had ambitio (het rondgaan bij mensen om stemmen te ronselen) een negatieve bijklank. Er werden zelfs aanklachten ingediend tegen politici die ervan werden beschuldigd te veel ambitio aan de dag te hebben gelegd (i.e. ongeoorloofde kiespraktijken). Met de opkomst van het christendom werd nederigheid naar voren geschoven als na te streven deugd en zelfzuchtige ambitie afgewezen.
Met de renaissance kwam ambitio terug in de belangstelling te staan, onder meer door het werk Verhandelingen over de eerste tien boeken van Titus Livius van Niccolò Machiavelli, waarin hij ambitie behandelde en oordeelde dat deze eigenschap - mits gebruikt voor de juiste doeleinden - wenselijk kon zijn. Deze positieve vorm van ambitie wordt vaak "gezonde ambitie" genoemd.